# Danny van den Meiracker
Danny van den Meiracker (Baarn, 27 marzo 1989) è un calciatore olandese, attaccante del VVOG.

## Carriera
Ha giocato in Eredivisie con il N.E.C. nella stagione 2012-2013.